# Cohors I Ulpia Galatarum

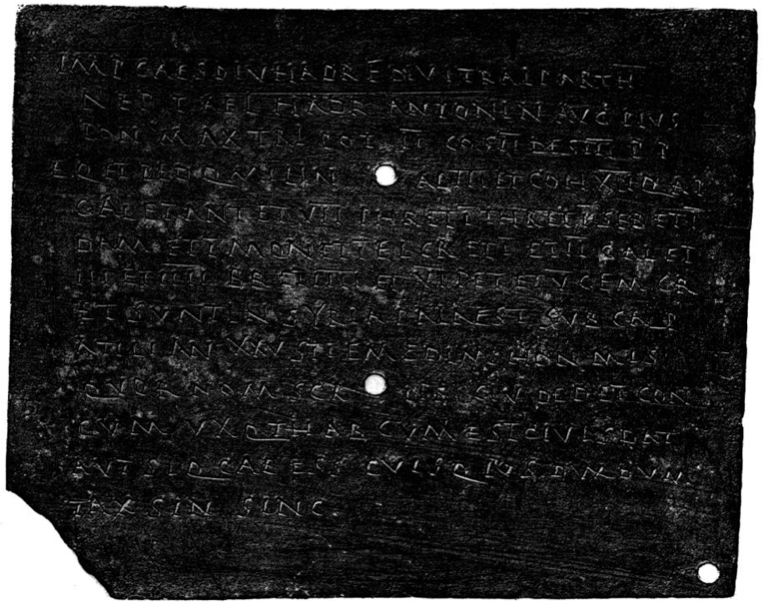
Das Militärdiplom des Jahres 139

Die Cohors I Ulpia Galatarum (deutsch 1. ulpische Kohorte der Galater) war eine römische Auxiliareinheit. Sie ist durch Militärdiplome und Inschriften belegt.

## Namensbestandteile
- Ulpia: die Ulpische. Die Ehrenbezeichnung bezieht sich auf Kaiser Trajan, dessen vollständiger Name Marcus Ulpius Traianus lautet.

- Galatarum: der Galater. Die Soldaten der Kohorte wurden bei Aufstellung der Einheit aus dem Volk der Galater auf dem Gebiet der römischen Provinz Galatia rekrutiert.

Da es keine Hinweise auf die Namenszusätze milliaria (1000 Mann) und equitata (teilberitten) gibt, ist davon auszugehen, dass es sich um eine Cohors (quingenaria) peditata, eine reine Infanterie-Kohorte, handelt. Die Sollstärke der Einheit lag bei 480 Mann, bestehend aus 6 Centurien mit jeweils 80 Mann.

## Geschichte
Wahrscheinlich wurde die Kohorte zusammen mit der Cohors II Ulpia Galatarum und weiteren Einheiten von Trajan um 112/113 n. Chr. während der Vorbereitung für seinen Partherkrieg aufgestellt.
Der erste Nachweis der Einheit in der Provinz Syria Palaestina beruht auf einem Militärdiplom, das auf 136/137 n. Chr. datiert ist. In dem Diplom wird die Kohorte als Teil der Truppen (siehe Römische Streitkräfte in Syria) aufgeführt, die in der Provinz stationiert waren. Weitere Diplome, die auf 139 bis 186 datiert sind, belegen die Einheit in derselben Provinz.
Letztmals erwähnt wird die Einheit auf einer Inschrift, die auf das Jahr 238 datiert ist. Vermutlich war die Kohorte zu dieser Zeit Teil des exercitus Aquilensis.

## Standorte
Standorte der Kohorte waren:
- Aquileia: Eine Inschrift weist auf die Anwesenheit (von Teilen) der Kohorte in Aquileia um 238 hin. (AE 1934, 230)

## Angehörige der Kohorte
Folgende Angehörige der Kohorte sind bekannt:

### Kommandeure
Die Kommandeure standen im Range eines Präfekten.
| - Fl(avius) Adiutor (um 238) (AE 1934, 230) - M. Ulpius Tryphon Megas Antoninianus | - T. Statilius Frontonianus |